# Roboluch
Roboluch (ang. RoboRoach, 2002–2004) – kanadyjski serial animowany dla dzieci.
Rube jest pół karaluchem, pół robotem, który w kolejnych odcinkach ratuje na różne sposoby swoje miasto Vexberg od zagłady. Jego starszy, ale niższy brat Reg zawsze po uratowaniu miasta liczy na gotówkę od pani burmistrz, jednak jego brat, ku irytacji Rega, nigdy nie przyjmuje wynegocjowanej zapłaty.

## Postacie
- Rubie – główny bohater serialu. Przez elektroniczny chip przyczepiony do niego nieświadomy wpadł kiedyś do kontaktu, przez co chip ten wywołał u niego przemianę, w wyniku której Rubie stał się Roboluchem.
- Reg – brat Rubiego. Ma obsesję na punkcie pieniędzy. Bardzo często odcinki kończą się jego słowami „Dlaczego zawsze ja? Dlaczego zawsze mnie to spotyka?”. Inspirowany Eddym z kreskówki Ed, Edd i Eddy.
- Pani Robalińska – burmistrz miasta Vexburg.
- Sterling Robaczywek – prezes „Robaczywej Korporacji”.
- Lizus – asystent prezesa Robaczywka.

## Wersja polska
Opracowanie i udźwiękowienie wersji polskiej: na zlecenie Fox Kids (odc. 1-26) / Jetix (odc. 27-52) – Studio Eurocom

Reżyseria:
- Andrzej Precigs,
- Tomasz Grochoczyński

Dialogi:
- Katarzyna Precigs,
- Berenika Wyrobek

Dźwięk i montaż: Jacek Kacperek

Kierownictwo produkcji: Marzena Wiśniewska

Udział wzięli:
- Zbigniew Suszyński – Rubie
- Mieczysław Morański – Reg
- Józef Mika – Sterling
- Andrzej Precigs – Lizus
- Jarosław Domin – Święty Mikołaj
- Mariusz Leszczyński
- Ewa Dec-Robertson
- Krzysztof Zakrzewski
- Aleksandra Rojewska

i inni
Tekst piosenki: Andrzej Gmitrzuk

Śpiewali: Michał Rudaś, Krzysztof Pietrzak i Adam Krylik

Kierownictwo muzyczne: Piotr Gogol
Lektor: Tomasz Knapik

## Odcinki
- Każdy odcinek składa się z dwóch 11 minutowych epizodów. Premiery w Polsce: I seria (odcinki 1-26) – 5 stycznia 2004, II seria (odcinki 27-52) – 4 lipca 2005. Pierwszy epizod w odcinku 42. w polskiej emisji nie miał planszy tytułowej i nie miał polskiego tytułu.

### Spis odcinków
| N/o            | Polski tytuł                   | Angielski tytuł                   |
| -------------- | ------------------------------ | --------------------------------- |
|                |                                |                                   |
| SERIA PIERWSZA |                                |                                   |
|                |                                |                                   |
| 01             | Reg dostaje świra              | Reg Bugs Out                      |
| 01             | Mały Wielkie Usta              | Little Big Mouth                  |
|                |                                |                                   |
| 02             | Usilne starania i robopojazdy  | Pains, Drains And Robomobiles     |
| 02             | Robale z dżungli               | Jungle Bugs                       |
|                |                                |                                   |
| 03             | Robal Fitness                  | Fitness Bug                       |
| 03             | Robale uciekinierzy            | Runaway Roaches                   |
|                |                                |                                   |
| 04             | Utrapiony szkodnik             | Popsicle Pest                     |
| 04             | Osłabieni gladiatorzy          | Weakened Gladiators               |
|                |                                |                                   |
| 05             | Słodka mamuśka                 | Sugar Mommy                       |
| 05             | Mutancik                       | X-Pet                             |
|                |                                |                                   |
| 06             | Przykuty do łóżka              | Bedridden Bug                     |
| 06             | Film                           | RoboRoach: The Movie              |
|                |                                |                                   |
| 07             | Dwa robale i dziecko           | Two Bugs And A Baby               |
| 07             | Podziemny świat                | Überland                          |
|                |                                |                                   |
| 08             | Pomocnik świętego Mikołaja     | Santa’s Bitter Helper             |
| 08             | Wiecznie spłukany              | Flushed Away                      |
|                |                                |                                   |
| 09             | Robo straż                     | Robo Watch                        |
| 09             | Grzechy nauczyciela            | Sins Of The Teacher               |
|                |                                |                                   |
| 10             | Przebudzenia Ruby’ego          | Rube Awakenings                   |
| 10             | Walka o przetrwanie            | Battling For Überbucks            |
|                |                                |                                   |
| 11             | Wielkie zapasy                 | Bug Tusslers                      |
| 11             | Śmierć komiwojażera            | Death Of A Salesbug               |
|                |                                |                                   |
| 12             | Zemsta Lee Pchlarza            | Revenge Of The Fleabrain          |
| 12             | Partackie egzorcyzmy           | Ghost Bunglers                    |
|                |                                |                                   |
| 13             | Powrót Alta Mite’a             | Mite Makes Wrong                  |
| 13             | Dzień dobrych uczynków         | Good Deed Day                     |
|                |                                |                                   |
| 14             | Latający Robalini              | The Flying Roachinis              |
| 14             | Robale na ranczo               | Cowbugs                           |
|                |                                |                                   |
| 15             | Polityczne rozgrywki           | Political Partying                |
| 15             | Natrętny Bugfoot               | Bugfoot Tetish                    |
|                |                                |                                   |
| 16             | Karaluchy na stacji benzynowej | Bugs With Gas                     |
| 16             | Insektozoidy                   | Insectizoids                      |
|                |                                |                                   |
| 17             | Vexburg 500                    | Vexburg 500                       |
| 17             | Jestem winny                   | Guilty Please                     |
|                |                                |                                   |
| 18             | Kłótnia rodzinna               | Family Feud                       |
| 18             | Robo Reg                       | Robo Reg                          |
|                |                                |                                   |
| 19             | Pod łukiem tęczy               | Under The Rainbow                 |
| 19             | Lunatyk                        | Bed Bug Walking                   |
|                |                                |                                   |
| 20             | Ślimaczki                      | Sluggies                          |
| 20             | Dostawcy                       | Delivery Bugs                     |
|                |                                |                                   |
| 21             | Rozmiar dla dżokeja            | Jockey Shorts                     |
| 21             | Show Roboluchów                | The RoboRoach Show                |
|                |                                |                                   |
| 22             | Wielki sen                     | The Big Bug Sleep                 |
| 22             | Prehistoryczny szkodnik        | Prehistoric Pest                  |
|                |                                |                                   |
| 23             | Kapcie Ruby’ego                | Ruby’s Slippers                   |
| 23             | Mózg prezydenta                | The President’s Brain Is Missing  |
|                |                                |                                   |
| 24             | Klub umarlaków                 | Club Dead                         |
| 24             | Samotne robale                 | Omega Mites                       |
|                |                                |                                   |
| 25             | Wielki Reginini                | The Great Reginini                |
| 25             | Roztocza wracają do domu       | Dustmites Come Home               |
|                |                                |                                   |
| 26             | Kosztowny śmiech               | The High Cost Of Laughing         |
| 26             | Stuknięty bohater              | Loco Hero                         |
|                |                                |                                   |
| SERIA DRUGA    |                                |                                   |
|                |                                |                                   |
| 27             | Roboluch w kosmosie            | Shuttle Bugs                      |
| 27             | Zanik pamięci                  | Rememberizing Rube                |
|                |                                |                                   |
| 28             | Statek jedzenia                | Ship Of Foods                     |
| 28             | Zapchana rura                  | Pipe Reams                        |
|                |                                |                                   |
| 29             | Akademia policyjna robali      | CopRoach Academy                  |
| 29             | Ząb za ząb                     | Tooth For A Tooth                 |
|                |                                |                                   |
| 30             | Uberpopsy                      | Überpops                          |
| 30             | Mistrzostwa czyścicieli piłek  | Ballwashers Championship          |
|                |                                |                                   |
| 31             | Dzień w biurze                 | Office Hours                      |
| 31             | Miss Vexburg                   | Miss Vexburg                      |
|                |                                |                                   |
| 32             | Eleganciki z Suchego Parowu    | The Dapper Dandies Of Dusty Gulch |
| 32             | Rogate ranczo                  | Of Lice And A Men                 |
|                |                                |                                   |
| 33             | Grotołazy                      | Spelunkheads                      |
| 33             | Wyspa Chichów                  | Giggling Island                   |
|                |                                |                                   |
| 34             | Bohaterski Reg                 | Reggie’s Hero                     |
| 34             | Wredny kelner                  | Gourmet Rude                      |
|                |                                |                                   |
| 35             | Wyprawa wojowniczych robali    | Mystic Warbugs                    |
| 35             | Na mapie świata tajemny znak   | X Hits The Spot                   |
|                |                                |                                   |
| 36             | Cud narodzin                   | The Miracle Of Girth              |
| 36             | Mumia z sakiewką               | The Purse Of The Mummy            |
|                |                                |                                   |
| 37             | Nianie do pary                 | A Pair Au Pairs                   |
| 37             | Bajeczna przygoda              | Shocking Tales                    |
|                |                                |                                   |
| 38             | Wirtualny koszmar              | Reality Bytes                     |
| 38             | Genialny Rube                  | Debonairhead                      |
|                |                                |                                   |
| 39             | Święta Elfów                   | Elves’ Night Off                  |
| 39             | Początkujący detektyw          | Loose Sleuths                     |
|                |                                |                                   |
| 40             | Śmierć przychodzi o północy    | Death Takes A Half Day            |
| 40             | Superpociąg                    | Übertrain                         |
|                |                                |                                   |
| 41             | Zwierzę ofiarne                | The Sacrificial Ham               |
| 41             | Wielki robak patrzy            | Bug Brother Is Watching           |
|                |                                |                                   |
| 42             | ––– brak tytułu –––            | Space Cadets                      |
| 42             | Zakochany robak                | Love Bug                          |
|                |                                |                                   |
| 43             | Karałak                        | WereRoach                         |
| 43             | Zdalne sterowanie              | Remote Control Roach              |
|                |                                |                                   |
| 44             | Bez jadła nie ma sadła         | No Pain No Weight Gain            |
| 44             | El Regidente                   | El Regidente                      |
|                |                                |                                   |
| 45             | Grzechy nauczyciela, cz. 2     | Sins Of The Teacher II            |
| 45             | Robo zjazd                     | Robo Reunion                      |
|                |                                |                                   |
| 46             | Przeciwieństwa się dobijają    | Opposites Detract                 |
| 46             | Robo siostra                   | Robo Nurse                        |
|                |                                |                                   |
| 47             | Noc żywych łóżek               | Night Of The Living Beds          |
| 47             | Dom Luksusowej Starości        | Superhero Sampler                 |
|                |                                |                                   |
| 48             | Jedenastka Reggiego            | Reggie’s Eleven                   |
| 48             | Wielkanocny przekręt           | Easter Charade                    |
|                |                                |                                   |
| 49             | Wściekły Reg                   | It’s A Mad Mad Mad Reg            |
| 49             | Gorączka złota                 | Gold Fever                        |
|                |                                |                                   |
| 50             | Artystyczne wizje              | Spitting Images                   |
| 50             | Eliksir młodości               | Youth Juice                       |
|                |                                |                                   |
| 51             | Młodszy brat                   | The Living Bro                    |
| 51             | Mucha, która mnie kochała      | The Fly Who Loved Me              |
|                |                                |                                   |
| 52             | Droga do robościeku            | Road To Ubugme                    |
| 52             | Tykające wspomnienia           | Ticking Time Bug                  |
|                |                                |                                   |